# Bronnenhäusle
Bronnenhäusle, auch Bronnenhaus, ist ein Wohnplatz des Aalener Stadtteils Dewangen im Ostalbkreis in Baden-Württemberg.

## Beschreibung
Der Ort mit zwei Hausnummern liegt etwa dreieinhalb Kilometer westsüdwestlich des Dorfkerns von Dewangen und neun Kilometer nordwestlich des Aalener Stadtkerns am rechten Hang des Tals des Reichenbacher Laubachs.
Naturräumlich liegt Bronnenhäusle im Vorland der östlichen Schwäbischen Alb, genauer auf den Liasplatten über Rems und Lein. Der Untergrund des nördlich liegenden Gebäudes besteht aus Knollenmergel (Trossingen-Formation), das etwa 150 Meter südöstlich von diesem weiter im Tal liegende Gebäude steht auf Stubensandstein (Löwenstein-Formation).

## Geschichte
Der Ort entstand vor 1812.